# SMS Erzherzog Ferdinand Max (1865)
Panserskibet Erzherzog Ferdinand Max tilhørte den tredje serie af panserskibe til den kejserlige østrigske marine. Det var bygget af træ og derefter beklædt med panserplader. De to skibe af Ferdinand Max-klassen var de hidtil største panserskibe i flåden, og det var derfor naturligt, at Erzherzog Ferdinand Max blev kontreadmiral Tegetthoffs flagskib i slaget ved Lissa i 1866. Skibet var opkaldt efter ærkehertug Ferdinand Maximilian

## Tjeneste
Ferdinand Max var som nævnt flagskib, da den samlede østrigske flåde i juli 1866 tørnede sammen med den endnu større italienske flåde i Adriaterhavet ved den nuværende kroatiske ø Vis, dengang kendt som Lissa. Tegetthoff havde ingen tiltro til sit artilleris chancer mod de italienske panserskibe, så han tyede i stedet til den ældgamle taktik med vædring. Taktikken virkede, og Ferdinand Max vædrede og sænkede det italienske flagskib Re d'Italia. Efter slaget fik skibet mere tidssvarende kanoner og gjorde tjeneste til 1886. Derefter fungerede det i årene 1889-1908 som artilleriskoleskib. Ophugget i 1916.